# Кафяви водорасли
Кафявите водорасли (Phaeophyta) са голяма група многоклетъчни морски водорасли. Характерни представители са саргасум, цистозеира, фукус, ламинария.

## Разпространение
Кафявите водорасли се срещат в студените части на моретата и океаните. Обитават дълбочина до 80 m, като обикновено са прикрепени към субстрат.

## Описание
Талусът им е многоклетъчен нишковиден или сложно устроен с групи от клетки, които наподобяват тъкани. Клетките им съдържат хлорофил (B и C), както и голямо количество жълтокафяв пигмент – фукоксантин, който им придава характерен цвят.

## Размножаване
Размножават се безполово и полово.